# Kanton Benfeld
Kanton Benfeld (fr. Canton de Benfeld) byl francouzský kanton v departementu Bas-Rhin v regionu Alsasko. Tvořilo ho 13 obcí. Zrušen byl po reformě kantonů 2014.

## Obce kantonu
- Benfeld
- Boofzheim
- Friesenheim
- Herbsheim
- Huttenheim
- Kertzfeld
- Kogenheim
- Matzenheim
- Rhinau
- Rossfeld
- Sand
- Sermersheim
- Witternheim